# Ангеліна Усанова
Ангеліна Усанова (нар. 7 серпня 1997 року, Київ, Україна) — співачка, автор пісень, переможець конкурсу Міс Україна — Всесвіт (2023).

## Біографія
Народилася і виросла у Києві, навчалася у спеціалізованій школі № 211, «Школі миру».

## Конкурси краси
17 серпня 2023 року одержала титул "Міс Україна — Всесвіт, конкурс пройшов у вигляді онлайн-інтерв'ю з кандидатками та голосування журі, Ангеліна представила Україну на конкурсі «Міс Всесвіт» у Сальвадорі.